# Baltazar (imię)
Baltazar – biblijny zapis akadyjskiego imienia Bēl-šar-ușur (tłum. „(boże) Belu króla strzeż!”), noszonego przez syna babilońskiego króla Nabonida (biblijny Baltazar). Imię Baltazar pochodzi od greckiego basileus i oznaczało króla.
Imię Baltazar przypisywane jest jednemu z trzech mędrców (króli, magów) z Nowego Testamentu.
W Polsce imię to jest znane od 1245 roku; w stuleciach XV i XVI osiągnęło pewną popularność, o czym świadczy spora liczba zapisów. Używano m.in. zdrobnienia Balcer. W styczniu 2024 w rejestrze PESEL było 137 mężczyzn o imieniu Baltazar nadanym jako imię pierwsze oraz 514 mężczyzn o imieniu Baltazar nadanym jako imię drugie.
Imię Baltazar dało początek innym nazwom własnym, np. nazwiskom: Balcer, Balcar, Belcar, Belcarski, Balcarek, Balcerowicz, Balcerowski, Balcerski, Balcerzak, Baltazarowicz  oraz nazwom miejscowości: Balcarki, Balcarzowice, Balcer, Belcerów, Balcery.
Baltazar imieniny obchodzi 6 stycznia, 20 czerwca i 18 września.

## Imię Baltazar w innych językach[8]
- łacina – Balthassar, Baltassar
- angielski – Balthasar
- czeski – Baltazar
- esperanto – Baltazaro[9]
- francuski – Balthasar, Balthazar, Balthasard, Balthazard
- hiszpański – Baltasar
- niemieckl – Balthasar, Balthassar, Baltassar, Baldus, Balzer
- rosyjski – Bal'tasarij, Val'tasar
- słowacki – Baltazar
- słoweński – Baltazar
- włoski – Baldassare, Baldassarre.

## Mężczyźni o imieniu Baltazar
- Baltazar I żagański
- Baltazar (landgraf Turyngii)
- Baltazar Batory
- Balthasar Batthyány
- Baldassare Castiglione
- Baldassare Galuppi
- Baltasar Kormákur
- Baltazar Opec
- Baldassare Peruzzi
- Balthasar Permoser
- Balthazar Pückler (Balthazar Polkar z Grodźca, zm. 1591) – dziedzic państwa stanowego Niemodlin; zlecił rozbudowę zamku w Niemodlinie
- Balthus, właśc. Baltazar Klossowski de Rola
- Jean-Balthazar d'Adhémar
- Philipp Franz Balthasar von Siebold (1796–1866) – niemiecki lekarz i botanik, badacz flory roślin naczyniowych Japonii.

Inne:
- Baltazar – autobiografia Sławomira Mrożka
- Baltazar Gąbka – postać z powieści Stanisława Pagaczewskiego i utworów pochodnych